# 60–62 Buchanan Street

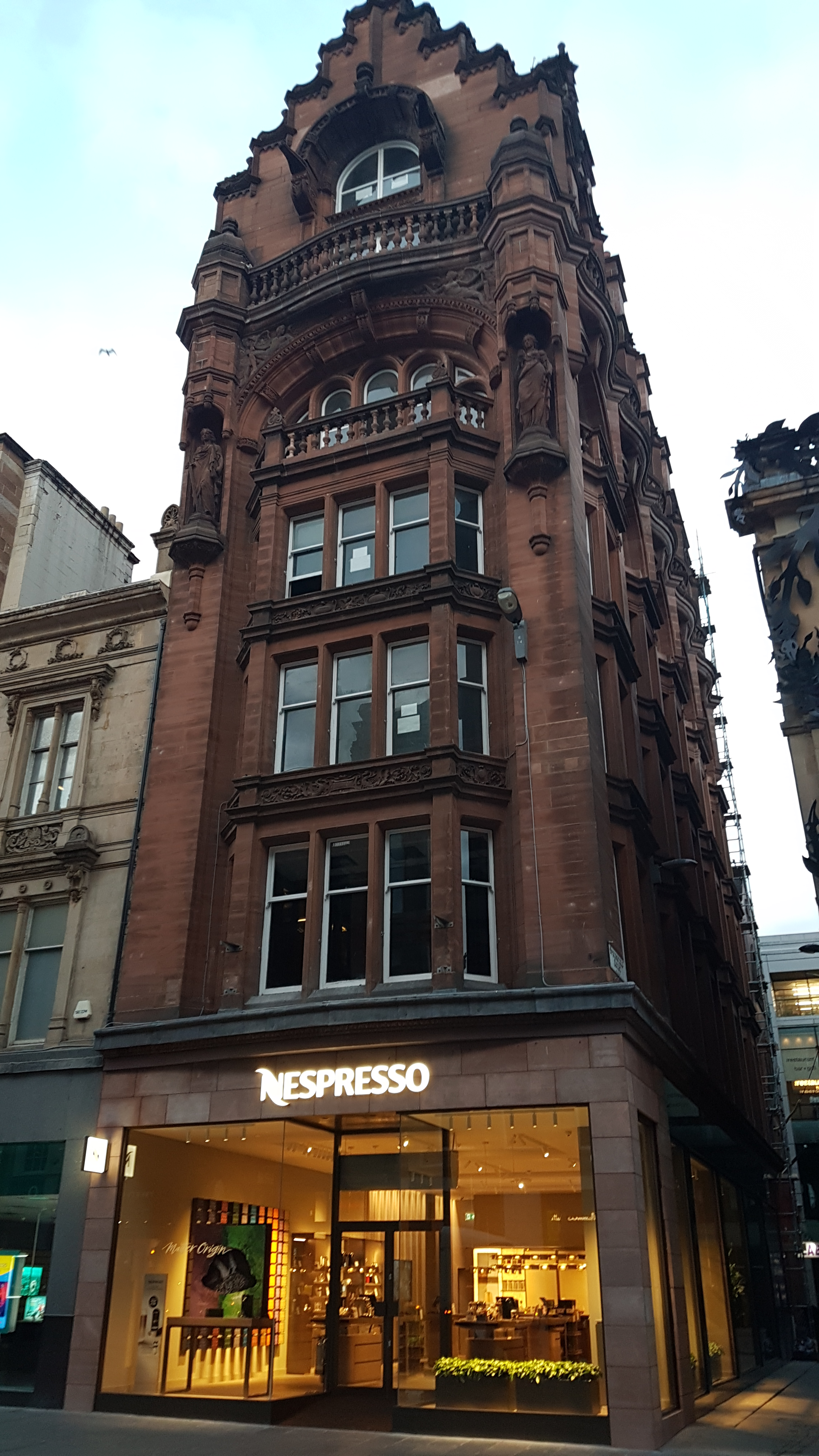
60–62 Buchanan Street

Unter der Adresse 60–62 Buchanan Street in der schottischen Stadt Glasgow befindet sich ein Geschäftsgebäude. 1970 wurde das Bauwerk in die schottischen Denkmallisten in der höchsten Denkmalkategorie A aufgenommen.

## Beschreibung
Das Gebäude wurde im Jahre 1896 als Verwaltungsgebäude der North British Rubber Co. erbaut. Für den Entwurf zeichnet der regional agierende schottische Architekt Robert Thomson verantwortlich.
Architektonisch ist das schmale siebenstöckige Gebäude keinem Stil zuzuordnen. Die westexponierte Frontfassade entlang der Buchanan Street ist mit Quadern vom roten Sandstein verkleidet. Für die Seiten- und Rückfassaden wurde hingegen Backstein verwendet. Ebenerdig ist ein Ladengeschäft mit flächigen Schaufenstern eingerichtet. Darüber tritt zentral eine dreistöckige, abgekantete Auslucht mit fünf länglichen Fenstern je Stockwerk heraus. Sie erstreckt sich in einer Aussparung, die oberhalb des vierten Obergeschosses semielliptisch schließt. Skulpturen in Ädikulä flankieren den Bogen. Darüber tritt ein geschwungener Balkon heraus. Das halbrunde Fenster dahinter ist weit auskragend halbrund verdacht. Die Fassade schließt mit einem gestuften Volutengiebel.